# Kate Fischer
Kate „Katie“ Fischer (* 30. November 1973 in Adelaide, South Australia als Kate Zipporah) ist eine ehemalige australische Schauspielerin und Model.

## Leben
Fischers Mutter ist die australische Politikerin Pru Goward. Seit Ende der 1980er Jahre zählte Fischer zu den australischen Topmodels, galt in den 1990er Jahren als It-Girl in Sydney und war von 1996 bis 1997 mit dem australischen Unternehmer James Packer verlobt. Als Model war sie unter anderem mehrfach auf dem Cover der australischen Vogue und der GQ zu sehen.
Anfang der 1990er Jahre begann sie ihre Schauspielkarriere. Sie spielte in verschiedenen Filmen und Fernsehserien mit. Ihre erste große Rolle hatte sie 1993 als Pru in der britisch-australischen Filmkomödie Verführung der Sirenen. 1996 wurde sie für den Logie Award in der Kategorie Most Popular New Talent nominiert. Die Rolle in The Foreigner – Der Fremde (2003) war Fischers letzter größerer Auftritt vor der Kamera. Sie gab die Schauspielerei und das Modeln auf, zog nach Los Angeles, konvertierte vom Christen- zum Judentum und änderte ihren Namen in T'ziphorah Malka bat Israel.
2017 nahm sie an der dritten Staffel der australischen Fernsehshow I’m a Celebrity…Get Me Out of Here! teil.

## Filmografie
- 1993: Verführung der Sirenen (Sirens)
- 1995: Book of Dreams: Dream 7 – Ruben's Dream (Kurzfilm)
- 1996: Twisted Tales (Fernsehserie, Episode 1x04)
- 1996: Munsters fröhliche Weihnachten (The Munsters’ Scary Little Christmas)
- 1997: 500 Morgen (Kurzfilm, Erzählerin)
- 1997: Dust Off the Wings
- 1998: In Sachen Mord (Murder Call) (Fernsehserie, Episode 2x19)
- 1998: Pigeon
- 2000: Blood Surf – Angriff aus der Tiefe (Krokodylus)
- 2002: All Saints (Fernsehserie, 3 Episoden)
- 2002: The Real Thing
- 2003: The Foreigner – Der Fremde (The Foreigner)